# Epitaph (deutsche Band)

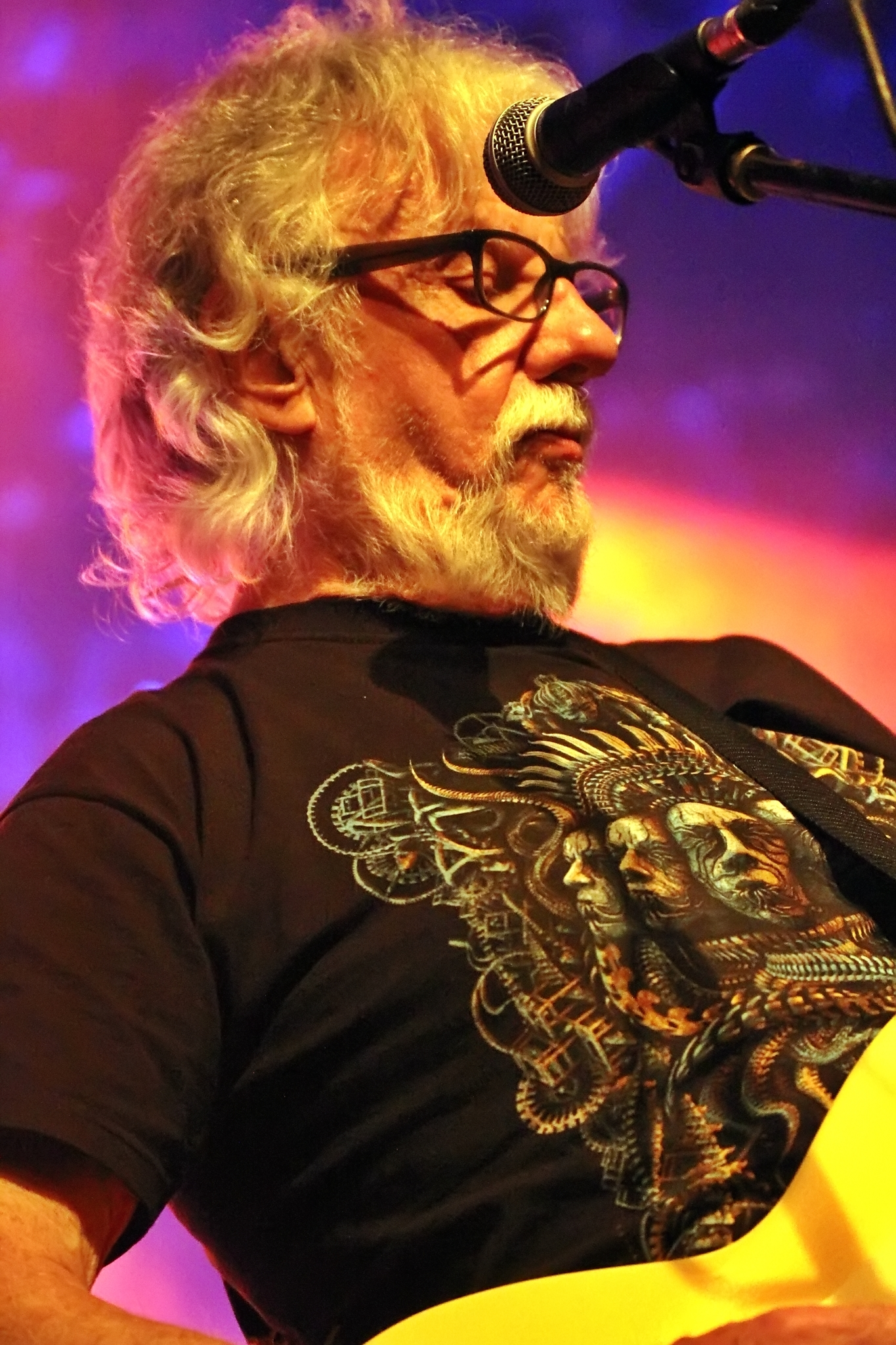
Cliff Jackson bei einem Konzert mit EPITAPH in Nürnberg 2023

Epitaph ist eine seit den 1970ern bestehende deutsche Rockband aus Dortmund.

## Bandgeschichte
Im Winter 1969/70 trafen sich der Brite Cliff Jackson (Gesang, Gitarre), sein Landsmann James McGillivray (Schlagzeug) und Bassist Bernd Kolbe in den Kellerräumen des Dortmunder Musikclubs Fantasio zu ersten Proben. Anfangs nannte sich die Band noch „Fagin’s Epitaph“. Im Frühjahr 1970 siedelte die Gruppe nach Hannover über, verkürzte ihren Namen auf Epitaph, wechselte den Manager und gab erste Konzerte. Die Gruppe übte fortan im Keller der Mülltonne, einem Rockclub an der Lister Meile, und wurde auf diese Weise Hausband. Gleichzeitig akzeptierten die Musiker, als ihre Qualitäten als Begleiter des Bluespianisten Günter Boas deutlich wurden, ein Vertragsangebot von Polydor und verstärkten sich noch während der Aufnahmen zu ihrem selbstbetitelten Debütalbum mit dem Gitarristen Klaus Walz. Bereits im April 1972 stand diese Formation erneut im Studio, um Stop, Look and Listen einzuspielen.

### 1973–1976
Am Ende des Jahres stieg McGillivray aus, für ihn trommelte von nun an Achim Wielert. Es folgten zahlreiche Auftritte in Deutschland, unter anderem auf deutschen Festivals dieser Zeit, wie z. B. dem „Klein Woodstook Open Air“ in Scheeßel. Im August und November 1973 gingen Epitaph gleich zweimal auf ausgedehnte Amerikatournee. Dabei unterschrieben sie einen Vertrag bei der US-Company Billingsgate Records und produzierten in Chicago unter der Ägide von Firmenchef Gary Pollack ihr drittes Album, Outside the Law. Im Sommer 1974 wechselte Epitaph erneut den Schlagzeuger aus (für Wielert kam der frühere Karthago-Drummer Norbert „Panza“ Lehmann) und startete im Oktober auf eine weitere USA-Reise. Doch hohe Transportkosten aufgrund zu langer Anfahrtswege und im Vergleich dazu allzu geringe Zuschauerzahlen zwangen die Band zur Rückkehr nach Deutschland. Da obendrein ihre amerikanische Plattenfirma Konkurs angemeldet hatte und die Musiker fürchteten, für die Schulden von Billingsgate geradestehen zu müssen, lösten sich Epitaph im Januar 1975 auf.
Der Kontrakt mit der Company endete offiziell am 8. August 1975, dementsprechend gab es bereits ab Mitte August die Gruppe wieder. Neben Jackson, Kolbe, Walz trommelte zunächst erneut McGillivray, bei einer Fernsehaufzeichnung für den Rockpalast half kurzfristig auch der spätere Eloy-Drummer Fritz Randow aus.

### 1977–1985
Im Sommer 1977 verließen Klaus Walz und Bernd Kolbe die Band, für sie kamen der Gitarrist Heinz Glass, der Bassist Luitjen „Harvey“ Jansen († 2008) und zusätzlich Keyboarder Michael Karch. Nach einem Konzert als Begleitband der ungarischen Band Omega in Budapest vor mehr als 30.000 Zuschauern unterschrieben Epitaph 1979 einen Vertrag beim deutschen Plattenlabel Brain und lieferte die Alben Return to Reality (1979) und See You in Alaska ab. Ohne Keyboarder, dafür wieder „kraftvoll und erdverbunden“ (Hamburger Morgenpost), präsentierten sich Epitaph auf ihrem 1981er Livealbum, das während der „See You in Alaska“-Tour in Wertheim, Dallau und Triburg mitgeschnitten wurde. Ab Herbst reformierte Jackson noch einmal die Urbesetzung (mit Walz, Kolbe und Lehmann) und produzierte für die kleine Plattenfirma Rockport das Werk Danger Man, das der Musikexpress jedoch als „belangloses Album“ empfand. Nachdem 1983 die komplette Anlage der Band in Dortmund gestohlen wurde, und Epitaph abermals völlig mittellos dastanden, löste Jackson die Band auf. Klaus Walz wechselte nach dem Ausstieg von Gitarrist Klaus Hess zu der Hannoverschen Formation Jane.

### 1985–2007
Epitaph machten trotz aller widriger Umstände weiter. Zum 15-jährigen Jubiläumskonzert der Band Grobschnitt gaben sie 1986 in der Stadthalle Hagen als Support ein Konzert. In diesem Jahr spielte die Band in einer besonderen Besetzung: Cliff Jackson, Bernd Kolbe, Dirk Edelhoff, und am Schlagzeug saß Ralf Bloch (ehemals Red Rooster). Auch danach gab die Band noch eine ganze Reihe Konzerte in der Region.
Bernd Kolbe und Cliff Jackson veröffentlichten ab 1988 mit der Hardrock-Band Domain (die ursprünglich Kingdom hieß) drei Studioalben. Zwischenzeitlich zählte auch Kolbe zum Line-up von Jane. Im Frühjahr 1998 arbeitete er erneut an einem Domain-Album. Cliff Jackson betrieb, bis zum Jahr 2000, einen Musikinstrumentenshop in Unna.
2001 startete Epitaph ein Comeback mit einem Konzert in der Lindenbrauerei Unna mit der Besetzung Cliff Jackson, Bernd Kolbe, Heinz Glass und Jim McGillivray. Ein Mitschnitt wurde auf CD veröffentlicht. Nach dem Reunionkonzert stieg McGillivray wieder aus, für ihn kam Achim Wielert zurück in die Band. Im Dezember 2004 trat Epitaph beim Krautrock Meeting zusammen mit Amon Düül, Birth Control u. a. im Rockpalast auf. 2005 erschien davon eine Doppel-DVD. Im September 2007 kam ein neues Album in den Handel und Epitaph gingen in Deutschland auf eine Clubtour.

## Diskografie

### Studioalben
- 1971: Epitaph
- 1972: Stop, Look and Listen
- 1974: Outside the Law
- 1979: Return to Reality
- 1980: See You in Alaska
- 1982: Danger Man
- 2007: Remember the Daze
- 2009: Dancing With Ghosts
- 2014: The Acoustic Sessions (neu eingespielte Songs der Band)
- 2016: Fire from the soul
- 2019: Long Ago Tomorrow
- 2024: Don't Let The Gray Hair Fool You

### Live-Alben / Kompilationen
- 1979: Handicap Vol. I
- 1980: Handicap Vol. II
- 1981: Live
- 2001: Resurrection (live)
- 2001: Live in the 21st Century
- 2007: Live at Rockpalast
- 2020: Five Decades Of Classic Rock